# Weltpost
Weltpost ist ein Quartier der Stadt Bern. Es gehört zu den 2011 bernweit festgelegten 114 gebräuchlichen Quartieren und liegt im Stadtteil IV Kirchenfeld-Schosshalde, dort im statistischen Bezirk Murifeld. Es grenzt an die Quartiere Wittigkofen, Murifeld und Egghölzli. Im Südosten bildet es die Stadtgrenze zu Muri.
Im Jahr 2022 lebten im Quartier 538 Personen, davon 373 Schweizer und 165 Ausländer.
Im Quartier befindet sich der namensgebende Hauptsitz des Weltpostvereins. Neben den Botschaften von Belgien und Portugal befinden sich im Quartier der Hauptsitz der Krankenversicherung Visana und einige weitere Unternehmen. Die Senioren-Appartements Egghölzli mit 141 Plätzen, Restaurant und Schwimmbad liegen ebenfalls im Quartier.
Die Strassenbahnlinien 6 und 8 und die Buslinie 40 der RBS sorgen für eine gute Anbindung an das Zentrum.